# Лазуренко, Светлана Борисовна
Светлана Борисовна Лазуренко (род. 24 июня 1969 года) — российский учёный-педагог, дефектолог, член-корреспондент РАО (2019).

## Биография
Родилась 24 июня 1969 года.
В 1998 году - окончила Московский открытый социальный университет.
В 2005 году - защитила кандидатскую диссертацию, тема: «Коррекционно-педагогическая работа с недоношенными детьми первого года жизни».
В 2014 году - защитила докторскую диссертацию, тема «Коррекционно-педагогическая помощь детям раннего возраста с высоким риском нарушения психического развития в педиатрической практике».
В 2019 году - избрана членом-корреспондентом РАО от Отделения психологии и возрастной физиологии.
Руководитель центра психолого-педагогической помощи в педиатрии, заведующая отделением специальной психологии и коррекционного обучения Национального медицинского исследовательского центра здоровья детей Минздрава России. Главный научный сотрудник лаборатории психолого-педагогических исследований и технологий специального образования лиц с интеллектуальными нарушениями Института коррекционной педагогики РАО.

## Научная деятельность
Автор методики диагностики психологического возраста детей первых трех лет жизни «Ясли».
Соавтор патентов, в том числе: «Корректор осанки и положения тела ребенка в позе сидя на стуле», «Повязка-стимулятор для развития произвольных движений кистей и пальцев рук у детей».
Автор более 130 работ, из них 5 монографий, 14 патентов на изобретения, 6 учебно-методических пособий.

### Избранные работы
- Психическое развитие детей с нарушениями здоровья в раннем возрасте. М.: Логомаг, 2014; 266
- Диагностика психологического возраста детей первых трех лет жизни. Методика «ЯСЛИ». М.: АдамантЪ, 2014; 272
- Муковисцидоз М.: Медпрактика-М, 2014; 672
- Оценка риска возникновения у новорожденных и младенцев нарушений нервно-психического развития. М.: ПедиатрЪ, 2016; 36
- Нейробиологические основы возникновения и восстановительного лечения перинатального поражения центральной нервной системы у детей. М.: ПедиатрЪ, 2016; 184
- Диагностика психической активности младенцев. М.: ИНФРА-М., 2017